# District d'Amakusa
Le district d'Amakusa (天草郡, Amakusa-gun) est un district de la préfecture de Kumamoto au Japon doté d'une superficie de 67,09 km2.

En jaune, le district d'Amakusa dans la préfecture de Kumamoto.

## Municipalité
- Reihoku

## Historique
- Le 31 mars 2004, les bourgs de Himedo, Matsushima, Ōyano et Ryūgatake fusionnent pour former la ville de Kamiamakusa.
- Le 27 mars 2006, les bourgs d'Amakusa, Ariake, Goshoura, Itsuwa, Kawaura, Kuratake, Shinwa et Sumoto fusionnent pour former la ville d'Amakusa.